# Сарпсборг 08 ФФ
Сарпсборг 08 Фотбалфуренинг (на норвежки: Sarpsborg 08 Fotballforening, през 2008 г. преименуван в Сарпсборг 08 Фотбалфуренинг) е норвежки футболен клуб, базиран в едноименния град Сарпсборг. Състезава се във второто ниво на норвежкия футбол Адеколиген. Играе мачовете си на стадион „Сарпсборг“ с капацитет 8022 зрители.

## Успехи
- Типелиген:
  -  Второ място (1): 1948 като „Спарта“ (Сарпсборг)
  -  Трето място (1): 2017 като „Сарпсборг 08“
- Купа на Норвегия:
  -  Носител (1): 1952 като „Спарта“ (Сарпсборг)
  -  Финалист (1): 2017 като „Сарпсборг 08“